# Авиакомпания Buzz
Buzz — дочерняя авиакомпания Ryanair. Штаб-квартира располагается в Варшаве. Прежнее название — Ryanair Sun.
Несмотря на то, что авиакомпания основывалась для выполнения только чартерных рейсов, на данный момент она выполняет как регулярные авиарейсы от имени Ryanair, так и чартерные из Польши.

## История
03.04.2018 авиакомпания получила сертификат эксплуатанта. Он был выдан Польским управлением гражданской авиации.
26.04.2018 авиакомпания выполнила первый рейс из Познани в Закинтос.
Летом 2018 года Ryanair Sun эксплуатировала 1 Boeing 737-800 рег. SP-RSA. Рейсы выполнялись из Варшавы.

### Ребрендинг
В марте 2019 года материнская компания заявила о ребрендинге.
С осени 2019 года полёты стали выполняться с новым названием «Buzz».

## Флот
По состоянию на 11.12.2023 флот авиакомпании представлен 64 самолётами Boeing.
| Воздушное судно  | В эксплуатации | Заказано | Пассажировместимость | Примечание |
| ---------------- | -------------- | -------- | -------------------- | ---------- |
| Boeing 737-700   | 1              | —        | 148                  | —          |
| Boeing 737-800   | 50             | —        | 189                  | —          |
| Boeing 737 MAX 8 | 13             | —        | 197                  | —          |

## Авиаинциденты
10 декабря 2023 года во время запуска двигателей в аэропорту Арланда (Стокгольм, Швеция) произошло задымление в пассажирском салоне. Бортпроводники провели эвакуацию пассажиров.